# مارك ديكسون
ولد مارك ديكسون في مدينة إيسّكس الإنجليزيّة وهو مؤسّس شركة ريجس التي تؤمّن خدمة حلول مساحات العمل.

## السيرة الذاتيّة
ابن ميكانيكي سيارات فورد، ديكسون أمضى أوّل مرحلته الدراسيّة في مدرسة Rainsford الشاملة (حالياً كليّة سانت بيترز). منذ تلك المرحلة الدراسيّة أظهر ميولاً كبيراً نحو الأعمال التجاريّة حيث أنّه كان يتمتّع بالقدرة لانتهاز الفرص لكسب بعض المال.

## الحياة المهنيّة
ترك المدرسة في عمر السادسة عشرة وأخذ يقوم بإعداد الوجبات الخفيفة وبيعها لاحقاً على درّاجته الهوائيّة. بعد فشل هذا المشروع، سافر إلى أماكن عديدة في العالم وعمل في مجالات مختلفة: ساقٍ في حانة في سانت تروبيه، عامل منجم في استريليا، عامل في مزرعة في آسيا وأيضاً بائع موسوعات.
بعد عودته إلى إيسّكس، قام باستثمار 600 جنيه استرليني في شاحنة برجر. الأرباح التي حصدها في هذا العمل، سمحت له بشراء سبع شاحنات إضافيّة، إلا أنه وجد صعوبة بسدّ النقص الدائم في الكعك لتحضير السندويشات. لهذا السبب، قام بإنشاء شركة خبز معروفة باسم "The Bread Roll Company" لتزويد نفسه وبائعي الوجبات السريعة الجوّالين بالخبز الذي يحتاجونه لتحضير وجباتهم بشكلٍ فعّال. عام 1988 قام ببيع هذه الشركة بقيمة 800,000 جنيه إسترليني.
بعد انتقاله إلى بروكسل، بلجيكا، أنشأ مشروع عمل لإيجار الشقق. خلال استراحاته المنتظمة في المقهى، لاحظ كيف أن رجال الأعمال المحليين كانوا يعقدون اجتماعاتهم حول طاولات المقهى الصغيرة لعدم توفّر مكاناً مناسباً لهم. من هنا ولدت فكرة إنشاء شركة ريجس عام 1989. في أكتوبر عام 2000، كانت قيمة شركته 1.5 مليار جنيه إسترليني. وبحلول منتصف 2001 وصلت قيمتها إلى ملياري جنيه. مع أزمة فقاعة الإنترنت "دوت كوم" عام 2001 تكبّدت شركة ريجس خسائر باهظة جعلتها تفقد من قيمتها وتقدّر بأقل من 80 مليون جنيه. نتيجةً عن ذلك، تمّ بيع المقرّ البريطاني للشركة إلى شركة «الكيمي بارتنرس».
بعد هذه الأزمة التي جعلته يحصد خسائر كبرى، أعاد ديكسون بناء شركته بمتانةٍ أكبر.
كونه المدير التنفيذي ومؤسس شركة ريجس، أدرك ديكسون أن المرونة في بيئة العمل هي حاجة طارئة في المرحلة الاقتصادية الحاليّة. وجعل من هذه المرونة ميزة أساسيّة لشركته. الشركة الآن متواجدة في أكثر من 100 بلد وبرهنت عن سيولة نقدية قوية في عام 2012.

## الحياة الشخصية
ديكسون التقى زوجته السابقة الصحافيّة ترودي غروفس عام 1987. كانت شريكاً في شركة مختصّة بتحرير النصوص. بعد زواجهما عام 1988، انتقلا إلى بلجيكا، ثم عادا إلى بريطانيا ليقيمان في مدينة سيري مع ولداهما. ديكسون لديه ثلاثة أطفال من علاقاتٍ سابقة.
في أواخر عام 2003، انتقلت الأسرة إلى مدينة كونيكتيكت الأميركية بهدف تحسين أداء الشركة في أمريكا. عام 2005 ديكسون وترودي تطلّقا بتسوية قدرها 28.7 مليون جنيه استرليني.
ديكسون يقيم حالياً في موناكو لأسبابٍ ضريبية تفيد أعماله.